# Йоун Лейфс
Йоун Лейфс (ісл. Jón Leifs; *1 травня 1899, Солгейма — †30 липня 1968, Рейк'явік) — ісландський композитор.
Музичну освіту здобув в Німеччині. 1916 року він вступив до Лейпцизької вищої школи музики. У своїй творчості опирався на ісландські народні та історичні мотиви, на події, що відбувалися в країні. Наприклад, у композиції «Гекла» композитор відобразив виверження цього вулкана, яке йому випало спостерігати. В додатку до CD-запису «Гекли» вказано: «Дуже гучна музична п'єса. Під час її виконання оркестри використовують затички для вух».
Під час виконання музичних творів Лейфса завжди багато представлено ударні музичні інструменти. Протягом життя композитор написав понад 150 музичних творів, зокрема симфонію Сага-симфонія (1941—1942); багато оркестрових концертів, зокрема для хору; музику для струнних квартетів, фортепіанну музику. 
Лейф був одружений із піаністкою єврейського походження Анні Рітгоф, з якою довгий час мешкав у Німеччині (Вернігероде та Баден-Бадені). В роки правління націонал-соціалістів намагався тримати рівновагу між нацистами та їхніми опонентами. 1944 року одержав дозвіл виїхати разом із сім'єю з Німеччини в Ісландію. За мотивами подій, що трапилися з сім'єю Лейфсів у період з 1933 по 1945 рр. в Ісландії було знято художній фільм «Tár úr steini» (Сльози каменя, 1996). Раніше, 1951 року Лейфс видав книгу про свою позицію під час війни.